# Gurvanbulag (distrikt i Mongoliet, Bajanchongor)
Gurvanbulag (mongoliska: Гурванбулаг Сум, Гурванбулаг) är ett distrikt i Mongoliet.   Det ligger i provinsen Bajanchongor, i den centrala delen av landet, 600 km väster om huvudstaden Ulaanbaatar.